# Naturum Tåkern
Naturum Tåkern är ett naturum vid fågelsjön Tåkern i Östergötland.

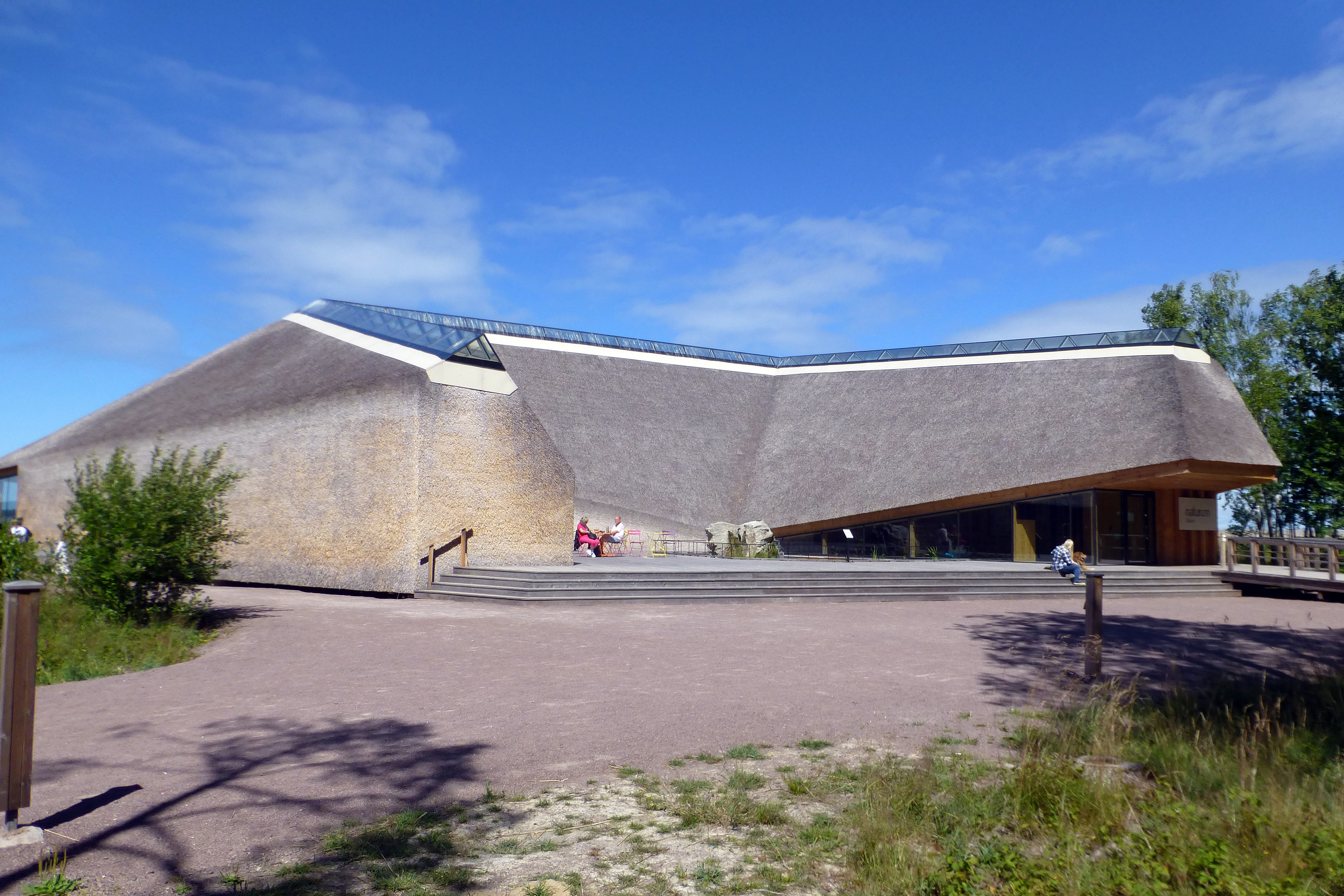
Naturum Tåkern.

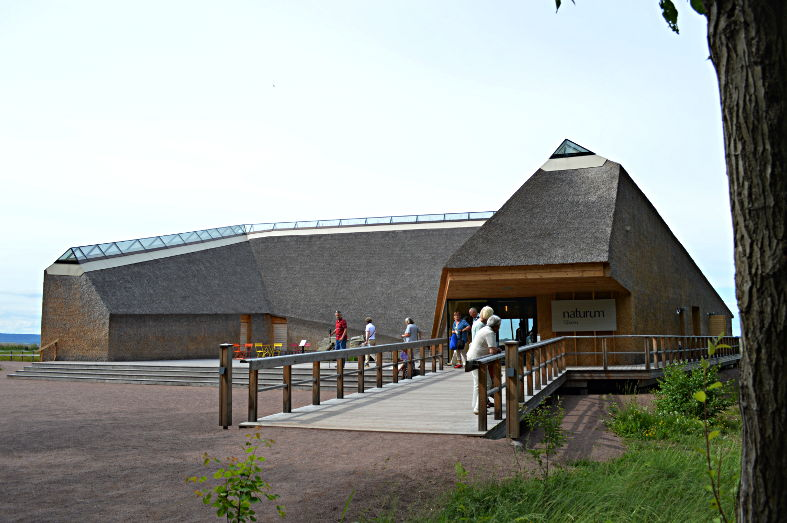
Naturum Tåkern

Naturum Tåkern har uppförts av Länsstyrelsen Östergötland och Naturvårdsverket i Glänås besöksområde på Tåkerns södra sida, och invigdes i maj 2012.  Arkitekter är Gert Wingårdh och Johan Edblad på Wingårdh Arkitektkontor AB. Byggnaden nominerades till 2012 års Kasper Salin-pris.
Anläggningen består av tre byggnader för utställning, förråd respektive fågelskådning. För tak och del av väggarna har vass använts som täckningsmaterial.
| ”                                                                        | Hela anläggningen präglas av glädjen i att hitta nya former för ett urålderligt material och den utstrålar ett genuint intresse för uppgiften att bidra till ökad förståelse för naturens ekologi och en både socialt och ekologiskt hållbar arkitektur. | „ |
| – Del av nomineringsjuryns beskrivning, inför 2012 års Kasper Salin-pris | |   |